# Super-Electric
Super-Electric es un ep del grupo inglés Stereolab y su primera referencia en el sello discográfico Too Pure. Sus cuatro canciones fueron incluidas más tarde en el recopilatorio Switched On.

## Lista de canciones
1. "Super-Electric"
2. "High Expectation"
3. "The Way Will Be Opening"
4. "Contact"

- Datos: Q3504177